# Флаше, Раймон
Раймон Матье Пьер Флаше (фр. Raymond Mathieu Pierre Flacher, 24 октября 1903 — 4 сентября 1969) — французский фехтовальщик, призёр Олимпийских игр.

## Биография
Родился в 1903 году в Париже. В 1928 году стал серебряным призёром Олимпийских игр в Амстердаме.